# Hochelaga (village)
Pour les articles homonymes, voir Hochelaga.
Hochelaga (prononciation : /ɔʃ.la.ɡa/) était une bourgade semi-sédentaire iroquoienne située au XVIe siècle aux environs du mont Royal, dans l'actuelle ville de Montréal au Québec. Arrivé en barque le 2 octobre 1535, Jacques Cartier la visite le lendemain. Il est bien accueilli par les Iroquoiens et nomme la montagne qu'il voit à proximité mons realis (mont Royal). Plusieurs toponymes de Montréal ainsi que l'archipel d'Hochelaga lui doivent leur nom. 
Bien qu'aucune trace archéologique de ce village n'ait été retrouvée, il a été désigné lieu historique national du Canada le 30 janvier 1920.

## Localisation

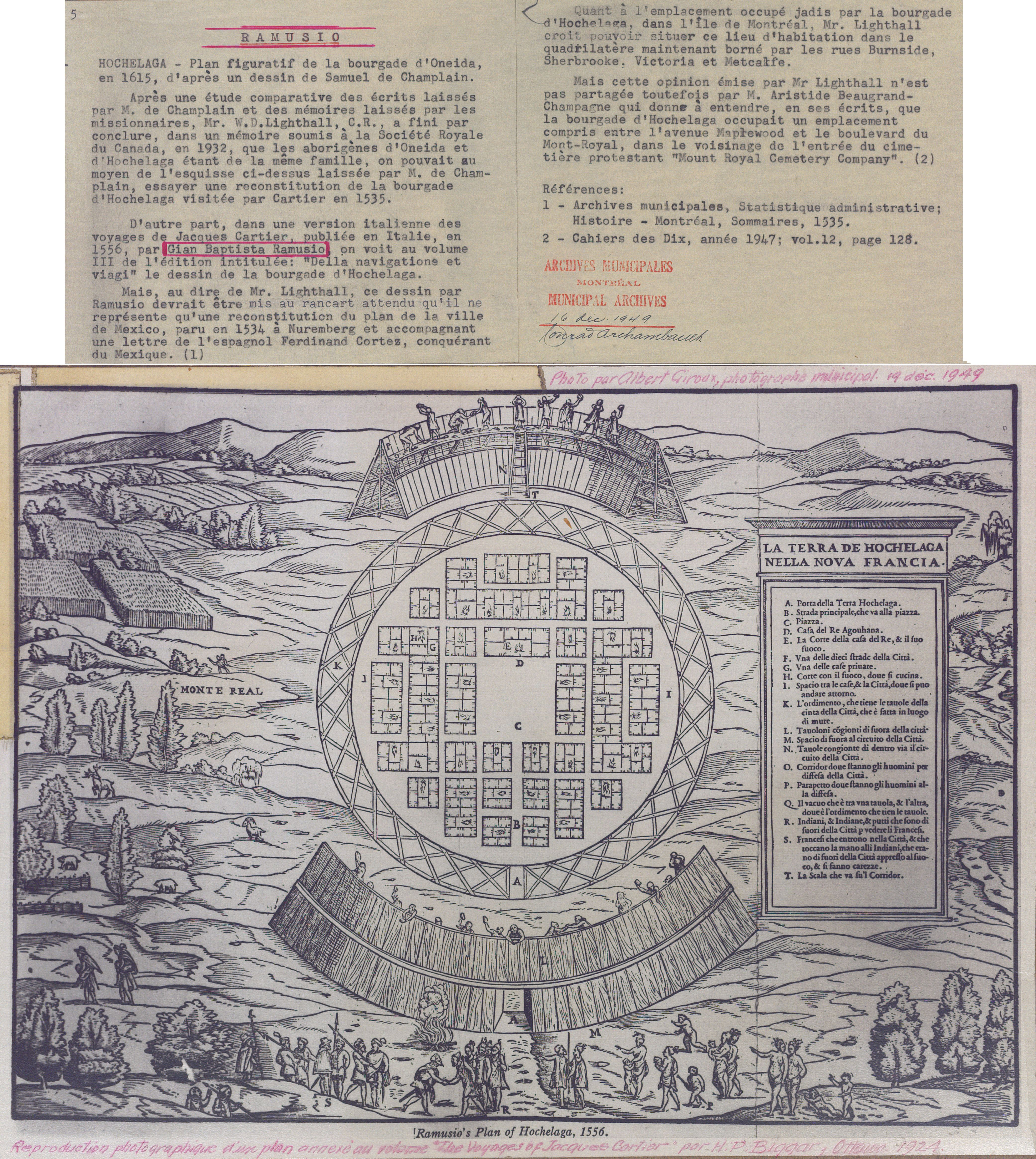
La terra de Hochelaga nella Nova Francia (archives de Montréal).

La source documentaire principale permettant d'apprécier à la fois la configuration et la position de cette bourgade iroquoienne est Bref Récit et succincte narration de la navigation faite en 1535 et 1536 que Jacques Cartier remit à François Ier en 1545. On connaît un plan intitulé La Terra de Hochelaga nella Nova Francia qui illustre à la mode européenne du temps la visite de Cartier à Hochelaga. Dessiné par le cartographe vénitien Giacomo Gastaldi (c. 1500-1566), il illustre le volume III de Delle Navigationi et viaggi, ouvrage composé à Venise, entre 1550 et 1556, par Giovanni Battista Ramusio (1485-1557). La parfaite régularité de la disposition des habitations, conforme à l’idéal urbanistique de la renaissance italienne, est probablement de son invention, de même que les planches recouvrant la palissade, habitude alors inconnue des autochtones. En effet, si le plan illustre assez fidèlement les notes de l’explorateur français, il offre peu de ressemblances avec la réalité ethnohistorique. Ce plan et l'emplacement du village ont causé des débats parmi les historiens et archivistes ; l'illustration ci-contre (archives de Montréal) contient une note à cet effet, mentionnant les opinions divergentes de messieurs Lighthall (en) et Beaugrand-Champagne.

## Bourgade

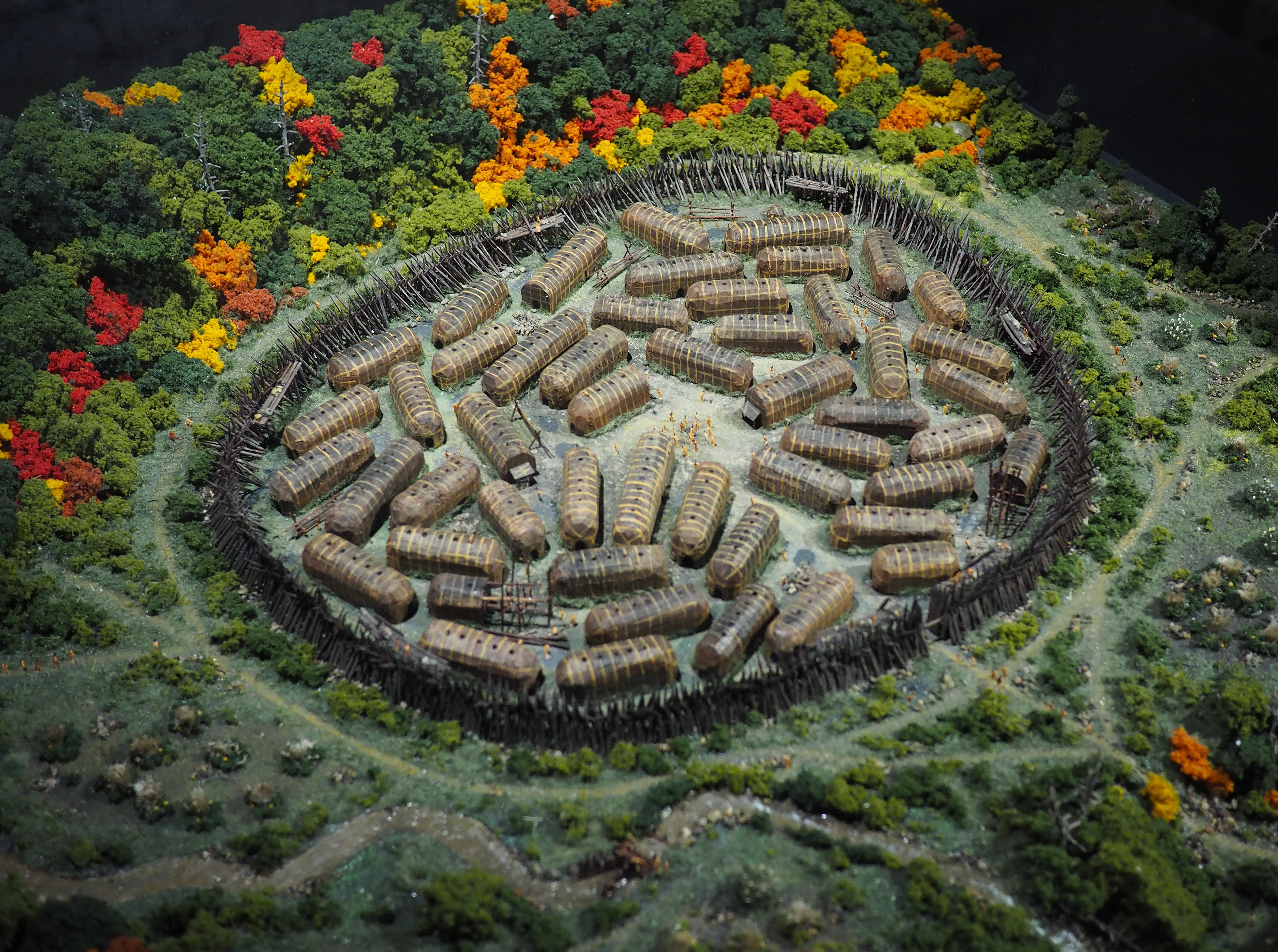
Maquette du village d'Hochelaga

La bourgade, ceinte d’une palissade de bois, aurait compté une cinquantaine d'habitations faites de bois et d’écorce, principalement des maisons longues, rectangulaires et arrondies ; on estime la population à environ 3 000 habitants. 
Elle fut sans doute détruite par la suite, car elle n’est plus mentionnée par Jacques Cartier lors de son retour en 1541 sur l'île. Il fait alors état de deux villages dont un seul, Tutonaguy, est nommé. 
On a proposé comme cause de la disparition de Hochelaga une excursion guerrière iroquoise. Néanmoins, l’abandon régulier des sites d'habitation suivant le cycle d’épuisement des terres cultivées pourrait en être la raison principale.
Cette coutume de déplacement des villages explique peut-être que l'emplacement exact de la bourgade iroquoienne reste à ce jour un mystère, bien que toutes les hypothèses s'accordent pour la placer à proximité du mont Royal. 
W.D. Lighthall soutenait que Hochelaga était sise au site Dawson découvert en 1860 à proximité de l'université McGill. Ce site semble bien correspondre à un village précédant d’un ou deux siècles la fondation de Ville-Marie, mais ne comporte pas de palissade et paraît trop exigu. 
Un autre emplacement proposé est Outremont, au nord du Mont, particulièrement vraisemblable si Jacques Cartier est arrivé par la rivière des Prairies. 
L'urbaniste Pierre Latouche, sur la base de données topométriques déduites de l’illustration de Gastaldi, a proposé que le village se soit situé au sommet du Mont. Cette hypothèse est peu retenue car La Terra de Hochelaga est une reconstitution de seconde main. De plus, Cartier précise bien que la montagne est « jacente à leur dite ville », que Hochelaga est « près et joignant une montagne » et qu'il s'est rendu sur le « Mont Royal distant dudit lieu [Hochelaga] d'un cart de lieue », distance qui sépare effectivement la cuvette du mont Royal des collines la dominant. Les fouilles archéologiques entreprises récemment au sommet du mont, aux alentours de la cuvette et dans le parc Jeanne-Mance à l'est du mont n’ont rien mis en évidence.

## Découverte

### Futur site de Montréal
La venue, en 1535, de Jacques Cartier à Hochelaga au pied du futur mont Royal fut l'un des épisodes de ses trois voyages d'exploration aux Indes occidentales qui aura le plus de conséquences pour l'histoire de la Nouvelle-France. À la recherche sous mandat de François Ier d’une voie d’eau menant au Cathay (Chine) et au Cypango (Japon), il était parvenu à Stadaconé (futur site de Québec) à la fin de l’été 1535. Encouragé, il s’empressa alors de poursuivre sa course plus avant à l'intérieur, mais les rapides entourant Montréal lui barrèrent la route. Il visita alors Hochelaga, qu’il décrivit dans le Brief Recit (1545). En 1611, l'explorateur Samuel de Champlain y reviendra. En 1642, y naîtra la colonie de Ville-Marie dont les habitants délaisseront peu à peu le nom pour reprendre celui de l’île sur laquelle la colonie avait été implantée, Montréal, toponyme découlant de mont royal.

### Entrée par la rivière des Prairies

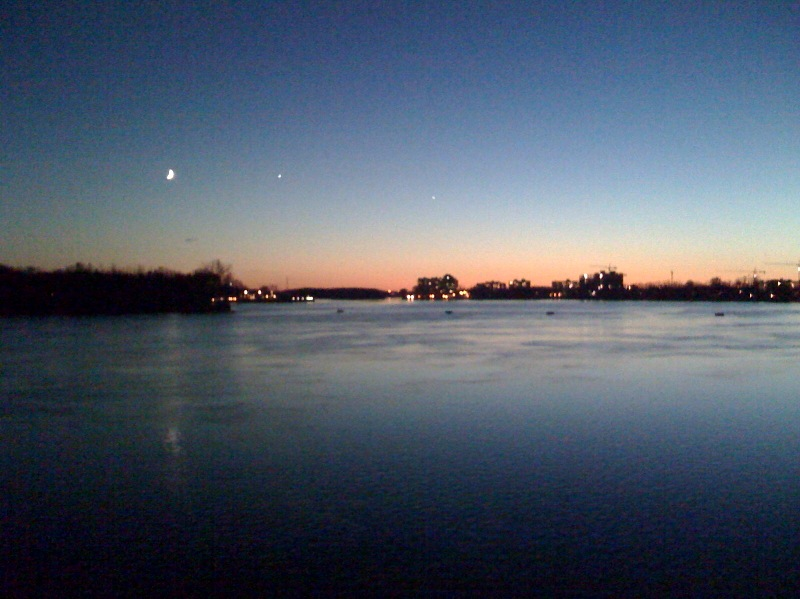
La rivière des Prairies.

On a longtemps considéré comme une évidence le fait que Jacques Cartier avait constamment suivi le fleuve Saint-Laurent, et on a identifié le sault qu’il mentionne aux rapides de Lachine. Déjà, pourtant, certains pensaient que la description correspondait plutôt au Sault-au-Récollet situé sur la rivière des Prairies. En effet, au XXe siècle, un examen attentif de la documentation historique a permis de proposer qu’avant la venue des Européens, la rivière des Prairies était la voie d’eau habituellement utilisée par les autochtones, beaucoup moins dangereuse que le fleuve Saint-Laurent avec ses rapides. Elle constituait une voie d'eau plus directe reliant la rivière des Outaouais au fleuve Saint-Laurent en aval. C'est donc peut-être par cette rivière que Jacques Cartier est parvenu à Hochelaga. De plus, les trois rapides décrits par Cartier lors d'une expédition subséquente se situent plus facilement sur la rivière des Prairies, dite « rivière aux trois saults », que sur le fleuve Saint-Laurent. Beaugrand-Champagne, architecte du Grand Chalet du parc Mont-Royal, a beaucoup écrit sur ce sujet.

### Accueil des Hochelagiens

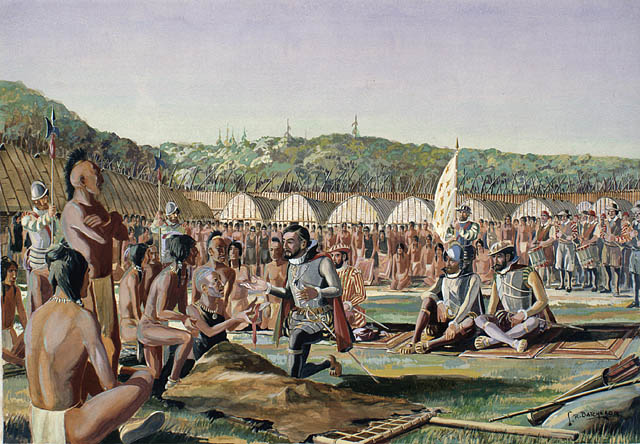
Aquarelle représentant Jacques Cartier visitant le village de Hochelaga le 3 octobre 1535

Le 2 octobre 1535, Jacques Cartier et sa troupe arrivent à proximité de Hochelaga. La nuit arrivée, il se retire avec ses hommes à bord des barques. Tôt le matin du 3 octobre, avec ses gentilshommes et vingt mariniers armés, il entreprend à pied le chemin de Hochelaga sur une voie bien aménagée. Marchant ainsi deux lieues (environ huit kilomètres), il peut enfin apercevoir la bourgade entourée de montagnes et de terres cultivées pleines de blé, qui lui paraît beaucoup plus impressionnante que Stadaconé. Il décrit ainsi le paysage :

« Et au parmy d’icelles champaignes, est scitué(e) et assise ladicte ville de Hochelaga, près et joignant une montaigne, qui est, à l’entour d’icelle, labourée et fort fertille, de dessus laquelle on voyt fort loing. »

Concernant la montagne, il déclare : « Nous nommasmes icelle montaigne le Mont Royal », sans doute en l’honneur de François Ier, comme il était coutumier à l’époque.
Jacques Cartier visite alors Hochelaga et prend note de son organisation :

« Ladicte ville est toute ronde.... et cloze de boys, à troys rancqs, en façon d’un(e) piramyde, croizée par le hault, ayant la rangée du parmy en façon de ligne perpendiculaire”.“Et n’y a en icelle ville qu’une porte et entrée... Il y a dedans icelle ville envyron cinquante maisons, longues de envyron cinquante pas ou plus, chascune, et... »

Puis il donne une description détaillée de l’aménagement d’une maison longue et de la façon que les ménages y vivent : « Dans chacune d’elles, il y a plusieurs âtres et plusieurs chambres. » Au centre, l’on retrouve une salle commune où les indigènes font un feu et vivent en communauté.
La visite du village terminée, Jacques Cartier et sa troupe sont alors conduits sur la montagne qu'il nommera mont Royal, probablement à dos d'homme, selon la coutume « courtoise » qu'il mentionne plus bas : « ...distant dudict lieu d’un cart de lieue » de la bourgade. Parvenant au sommet de l'une des collines composant le Mont, Cartier déclare :

« ....voyons ledict fleuve oultre le lieu où estoient demourées noz barques, où il y a ung sault d’eaue, le plus impetueulx qu’il soit possible de veoir, lequel ne nous fut possible de passer ; »

La visite des lieux terminée, Jacques Cartier revient à ses barques :

« ...nous retirasmes à noz barques, qui ne fut sans avoir conduicte de grand numbre dudict peuple, dont partie d’eulx, quantveoyoient noz gens laz, les chargeoient sus eulx, comme sus chevaulx, et les portoyent... »

## En 1556, Venise s'intéresse à Hochelaga
| - Plan La Terra De Hochelaga Nella Nova Francia, avec à gauche, le Monte Real, plan dessiné par Giacomo Gastaldi en illustration du livre Delle Navigationi et viaggi, (Venise, 1556). - Reproduction modifiée, avec légende en anglais, de La Terra de Hochelaga Nella Nova Francia (1909) |

L'exploration de Jacques Cartier aux Indes Occidentales ne passa pas inaperçue à Venise, en particulier auprès de Giovanni Battista Ramusio, homme d'État et secrétaire du Conseil des Dix. Diplomate de carrière, sa fonction d'ambassadeur l'avait conduit dans de nombreux pays d'Europe. Ce dirigeant politique de la Sérénissime, qui avait sept ans lorsque le Génois Christophe Colomb était parvenu en 1492 aux Indes Occidentales, considérait la découverte de terres inconnues comme la grande question de l'heure. En effet, Venise était aux prises avec un grave problème d'accès aux Indes depuis que les Turcs ottomans s'étaient emparés de Constantinople en 1453. On ne sait comment, Venise obtint copie du Brief Recit, mémoire que Jacques Cartier avait remis en 1545 au roi François Ier. Ses explorations sont décrites dans le volume III de l’ouvrage Delle Navigationi et Viaggi de Giovanni Battista Ramusio. L’édition de 1556 est assortie d’illustrations de Jacopo Gastaldi, dont La Terra de Hochelaga Nella Nova Francia, décrivant à la mode européenne du temps la visite de Jacques Cartier au mont Royal.

## Protection

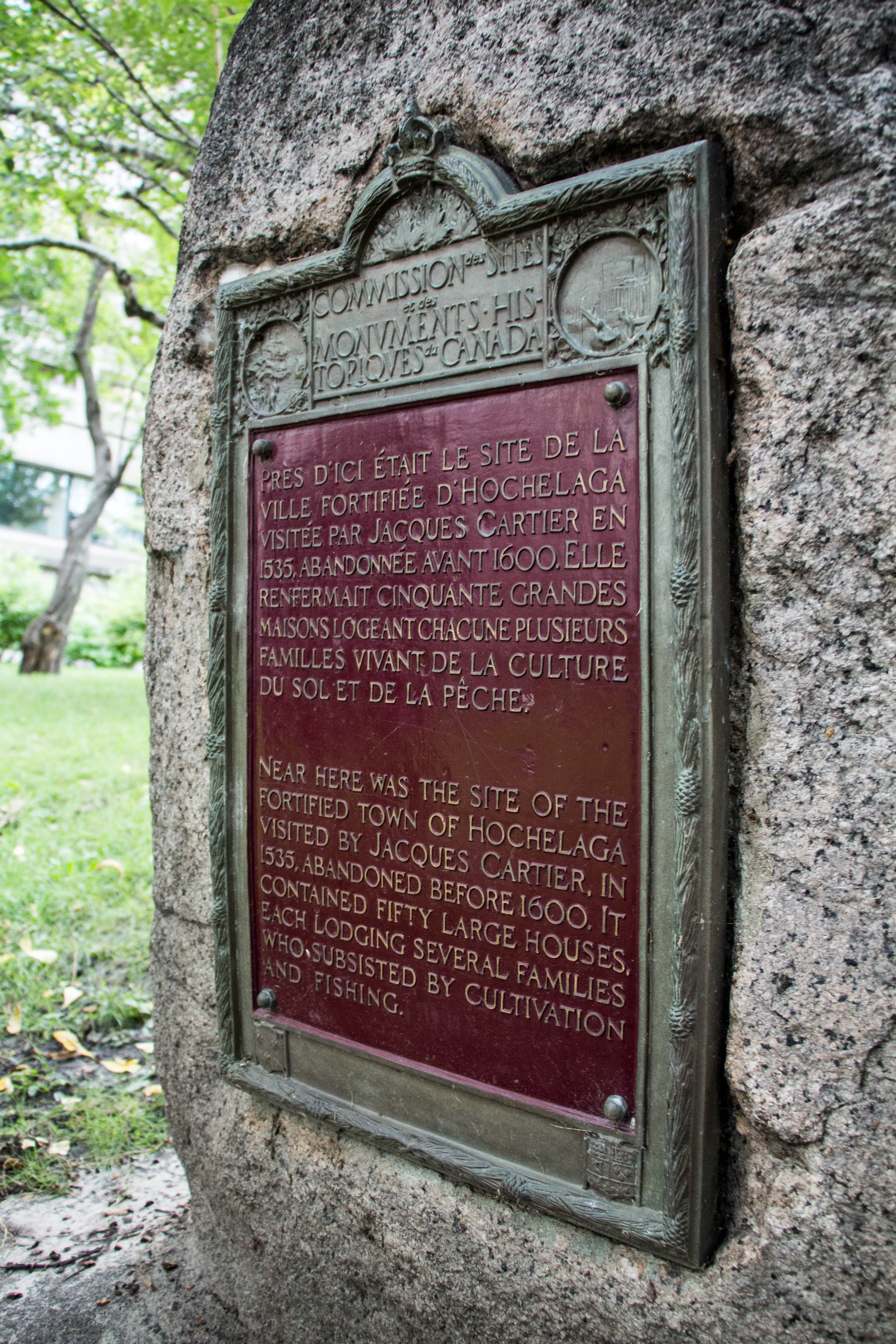
Marqueur de la commission des lieux et monuments historiques du Canada à proximité de l'université McGill

La commission des lieux et monuments historiques du Canada a désigné Hochelaga comme lieu historique national le 30 janvier 1920. Une plaque commémorative a été installée en 1925 dans un petit parc de 79 m2 situé à gauche de l'entrée principale de l'université McGill : « Près d'ici était le site de la ville fortifiée d'Hochelaga visitée par Jacques Cartier en 1535, abandonnée avant 1600. Elle renfermait cinquante grandes maisons logeant chacune plusieurs familles vivant de la culture du sol et de la pêche. ».

## Œuvres artistiques

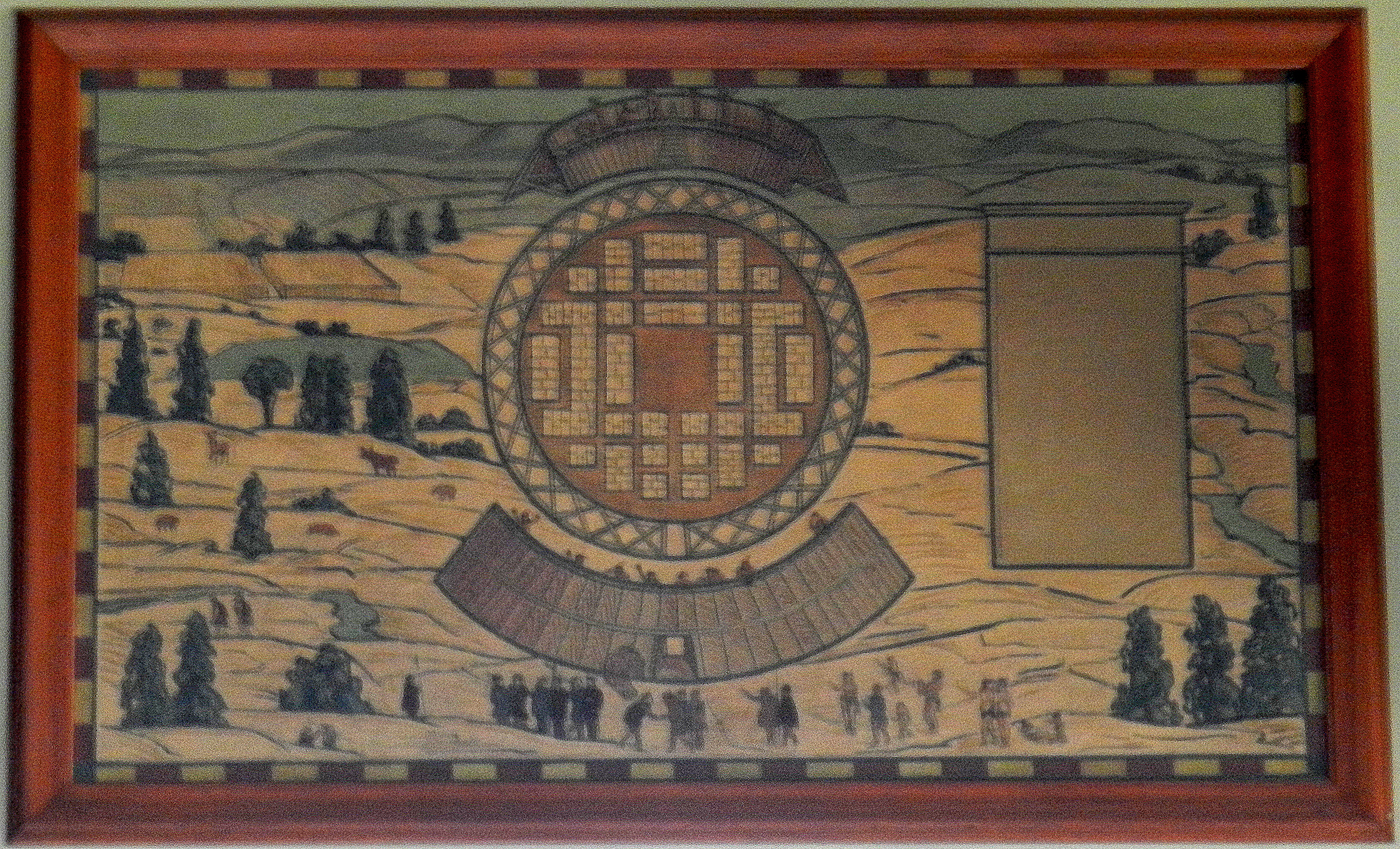
Plan d'Hochelaga par Jacques Cartier en 1535 - Paul-Émile Borduas

Une des toiles du chalet du Mont-Royal est la reproduction de La Terra de Hochelaga par Paul-Émile Borduas, peintre du Refus global.
Les tableaux historiques du Chalet de la montagne du parc du Mont-Royal furent commandées par l'architecte Beaugrand-Champagne.
Le film Hochelaga, terre des âmes, de François Girard, sorti en 2017, plonge dans différentes époques de l'histoire du site, relatant entre autres la "découverte" d'Hochelaga par Jacques Cartier.